# Guglielmo Burelli
Guglielmo Burelli (Vicenza, 30 giugno 1936) è un ex calciatore italiano, di ruolo terzino.

## Carriera
Cresciuto nelle giovanili della formazione della sua città natale, l'allora L.R. Vicenza, esordisce in prima squadra il 16 settembre 1956 in occasione della sconfitta esterna col Palermo. Dopo due stagioni da rincalzo, a partire dalla stagione 1958-1959 si impone come titolare fisso della difesa berica.
Nell'estate 1960 viene acquistato dalla Juventus in cambio di Bruno Garzena e del prestito di Bruno Siciliano, ma la permanenza in bianconero è molto breve: dopo soli 4 incontri disputati in campionato, nella sessione autunnale del calciomercato viene ceduto al Bologna con cui chiude la stagione. 
Nella stagione successiva si trasferisce all'Udinese, sempre in massima serie, dove disputa 32 incontri nel campionato che vede i friulani chiudere all'ultimo posto con conseguente retrocessione. 
Disputa con l'Udinese le due stagioni successive in Serie B (la seconda delle quali chiusa con un'altra retrocessione), quindi torna in massima serie passando al Varese, all'esordio in A. Coi lombardi disputa 2 stagioni di massima serie, la seconda chiusa all'ultimo posto, con 21 presenze complessive in campionato.
Nel 1966 lascia quindi l'Italia per militare una stagione nei Toronto Falcons, che schieravano tra gli altri il grande László Kubala, per poi cessare l'attività agonistica.
In carriera ha totalizzato complessivamente 153 presenze in Serie A e 64 in serie B.